# 아멜-마르두크
아멜-마르두크(Amel-Marduk, 바빌론 쐐기 문자: , "마르두크의 사람"이라는 뜻), 아윌-마르두크 또는 에윌-므로닥 (고대 히브리어: אֱוִיל מְרֹדַךְ ʾĔwīl Mərōḏaḵ)은 기원전 562년부터 기원전 560년에 폐위되어 살해될 때까지 통치했던 신바빌로니아 제국의 세 번째 황제였다. 네부카드네자르 2세(r. 기원전 605~562년)의 후계자였다. 현존하는 쐐기 문자 자료가 적어 아멜-마르두크의 통치와 왕으로서의 행적은 거의 알려져 있지 않다.
아멜-마르두크는 원래 나부-슘-우킨이라는 이름이었으며, 태자이자 후계자로 지명되었을 당시 네부카드네자르의 살아있는 최연장자 아들도 아니었다. 아멜-마르두크가 아버지에 의해 후계자로 지명된 이유는 불분명한데, 특히 둘 사이에 불화가 있었으며 심지어 아멜-마르두크가 아버지가 살아있을 때 왕위를 차지하려 시도했을 가능성도 있기 때문이다. 음모 이후, 아멜-마르두크는 포로로 잡힌 유다의 왕 여호야긴과 함께 투옥되었을 가능성이 있다. 나부-슘-우킨은 석방되면서 자신의 이름을 아멜-마르두크로 바꾸었는데, 아마도 신 마르두크에 대한 존경심 때문이었을 것이다.
아멜-마르두크는 여호야긴을 투옥하고 37년 뒤에 석방한 것으로 유명하다. 이외에도 바빌론과 아마도 다른 곳에서도 일부 건축 작업을 수행한 것으로 알려져 있지만, 그 범위는 불분명하다. 바빌론 사람들은 그의 통치를 싫어했던 것으로 보이며, 그의 통치 이후의 바빌론 문헌들은 그를 무능하다고 묘사한다. 기원전 560년에 매형인 네리그리사르에게 폐위되고 살해당했으며, 네리그리사르는 이후 왕으로 통치했다.

## 배경

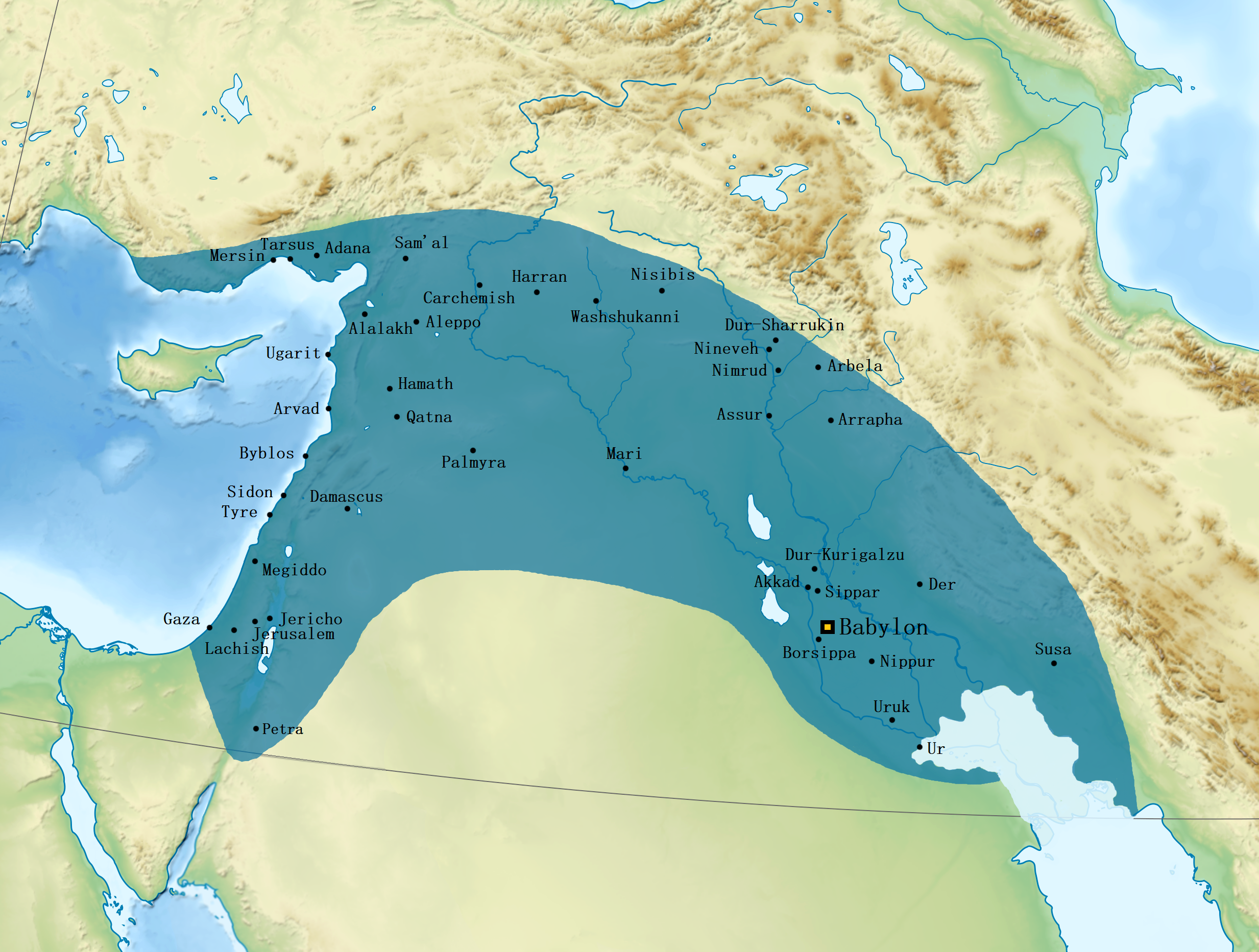
아멜-마르두크의 아버지이자 전임자인 네부카드네자르 2세 치하에 확립된 신바빌로니아 제국의 국경

아멜-마르두크는 아버지인 네부카드네자르 2세(r. 기원전 605~562년)의 후계자였다. 네부카드네자르의 계승은 어려움이 많았고, 왕의 말년은 정치적 불안정에 시달렸던 것으로 보인다. 네부카드네자르가 이미 40년간 통치한 후 그의 통치 말기에 작성된 한 비문에서 왕은 자신이 태어나기 전부터 신들에 의해 왕으로 선택되었다고 주장한다. 이러한 방식으로 신성한 정당성을 강조하는 것은 보통 찬탈자들이나 의도된 후계자와 정치적 문제가 있을 때만 이루어졌다. 네부카드네자르가 수십 년 동안 왕이었고, 그의 전임자의 정당한 상속자였다는 점을 고려하면 첫 번째 옵션은 가능성이 낮다.
아멜-마르두크는 아버지의 통치 기간 동안 후계자로 선택되었으며, 기원전 566년에 태자로 기록되어 있다. 아멜-마르두크는 네부카드네자르의 장남이 아니었다. 네부카드네자르의 다른 아들인 마르두크-나딘-아히는 네부카드네자르의 통치 3년차(기원전 602/601년)에 자신의 영지를 책임지는 성인으로 기록되어 있다. 아멜-마르두크가 훨씬 늦게 기록된 점을 고려하면, 마르두크-나딘-아히가 네부카드네자르의 장남이자 정당한 후계자였을 가능성이 높으며, 이는 마르두크-나딘-아히가 기원전 563년까지 살아있었다는 기록이 남아 있기 때문에 아멜-마르두크가 선택된 이유를 설명한다. 게다가 네부카드네자르와 아멜-마르두크 사이의 불화 증거는 그가 후계자로 선택된 것이 더욱 있을 법하지 않게 만든다. 한 문서에서 네부카드네자르와 아멜-마르두크는 모두 어떤 음모에 연루되어 있으며, 둘 중 한 명은 신전과 백성에 대한 나쁜 행동으로 고발되었다.
그들은 [네부]카드네자르에 대해 생각했다 [. . .] 그의 생명은 그들에 의해 소중히 여겨지지 않았다 [. . . 바빌론] 백성들은 아멜-마르두크에게 말하기를, [. . .] . . . "[[[에사길라]]]와 바빌론의 보물에 대해 [. . ."] 그들은 위대한 신들의 도시들을 언급했다 [. . .] 그의 마음은 아들과 딸에 대해 용납하지 않을 것이다 [. . .] 가족과 부족은 [아니다 . . .] 그의 마음속에. 가득 찬 모든 것 [. . .] 그의 생각은 [에사길라와 바빌론의] 안녕에 대한 것이 아니었다 [. . .], 그는 경청하는 귀로 거룩한 문으로 갔다 [. . .] 주님들의 주님께 기도했다 [. . .] 그는 마르두크에게 비통하게 울부짖었다, 신들은 [..] 그의 기도를 듣고 [. . .].

이 비문에는 성소의 모독과 주민 착취에 대한 비난이 담겨 있지만, 누구에게 향하는지는 불분명하다. 이는 바빌론 왕의 두 가지 주요 책임에서 실패한 것이다. 고발된 사람은 나중에 바빌론의 국가 신인 마르두크에게 울고 기도했다고 진술된다.
네부카드네자르 통치 말기의 또 다른 문서에는 투옥된 네부카드네자르의 아들인 나부-슘-우킨( Nabû-šum-ukīn)의 기도가 담겨 있는데, 그는 자신에 대한 음모 때문에 투옥되었다고 진술한다. 기원후 5세기에서 7세기의 미드라시 문서인 레위기 랍바에 따르면, 아멜-마르두크는 바빌론 관리들 중 일부가 네부카드네자르가 자리를 비운 동안 그를 왕으로 선포했기 때문에 아버지에 의해 포로로 잡힌 유다 왕 여호야긴 (여호아하스라고도 알려짐)과 함께 투옥되었다. 아시리아 학자 어빙 핀켈은 1999년에 나부-슘-우킨이 아멜-마르두크와 동일인물이며, 그는 자신이 기도했던 신에 대한 존경심으로 석방되자 "마르두크의 사람"으로 이름을 바꾸었다고 주장했다. 핀켈의 결론은 다른 학자들에게 설득력 있는 것으로 받아들여졌으며, 이전 문헌도 같은 사건과 관련될 가능성을 설명한다. 12세기에 작성되었을 가능성이 있는 히브리어 역사서인 예라흐미엘 연대기는 아멜-마르두크가 네부카드네자르의 장남이었으나, 그의 아버지가 '젊은 네부카드네자르'(다른 어떤 자료에서도 증명되지 않은 가상의 인물)를 선호하여 그를 제쳐두었고, 그리하여 젊은 네부카드네자르가 죽을 때까지 여호야긴과 함께 투옥되었다가 그 후 아멜-마르두크가 왕이 되었다고 잘못 기술하고 있다.
이용 가능한 증거를 고려할 때, 네부카드네자르는 아멜-마르두크를 부적합한 후계자로 보고 다른 아들로 대체하려 했을 가능성이 있다. 아멜-마르두크가 그럼에도 불구하고 왕이 된 이유는 명확하지 않다. 그럼에도 불구하고, 아멜-마르두크의 행정 업무는 그가 왕이 되기 전, 아버지의 통치 마지막 몇 주 또는 몇 달 동안 네부카드네자르가 병으로 죽어갈 때 시작되었을 가능성이 있다. 네부카드네자르 통치 시기의 마지막으로 알려진 우루크 출신 태블릿은 아멜-마르두크의 첫 번째로 알려진 시파르 출신 태블릿과 같은 날인 10월 7일로 날짜가 표시되어 있다.

## 통치

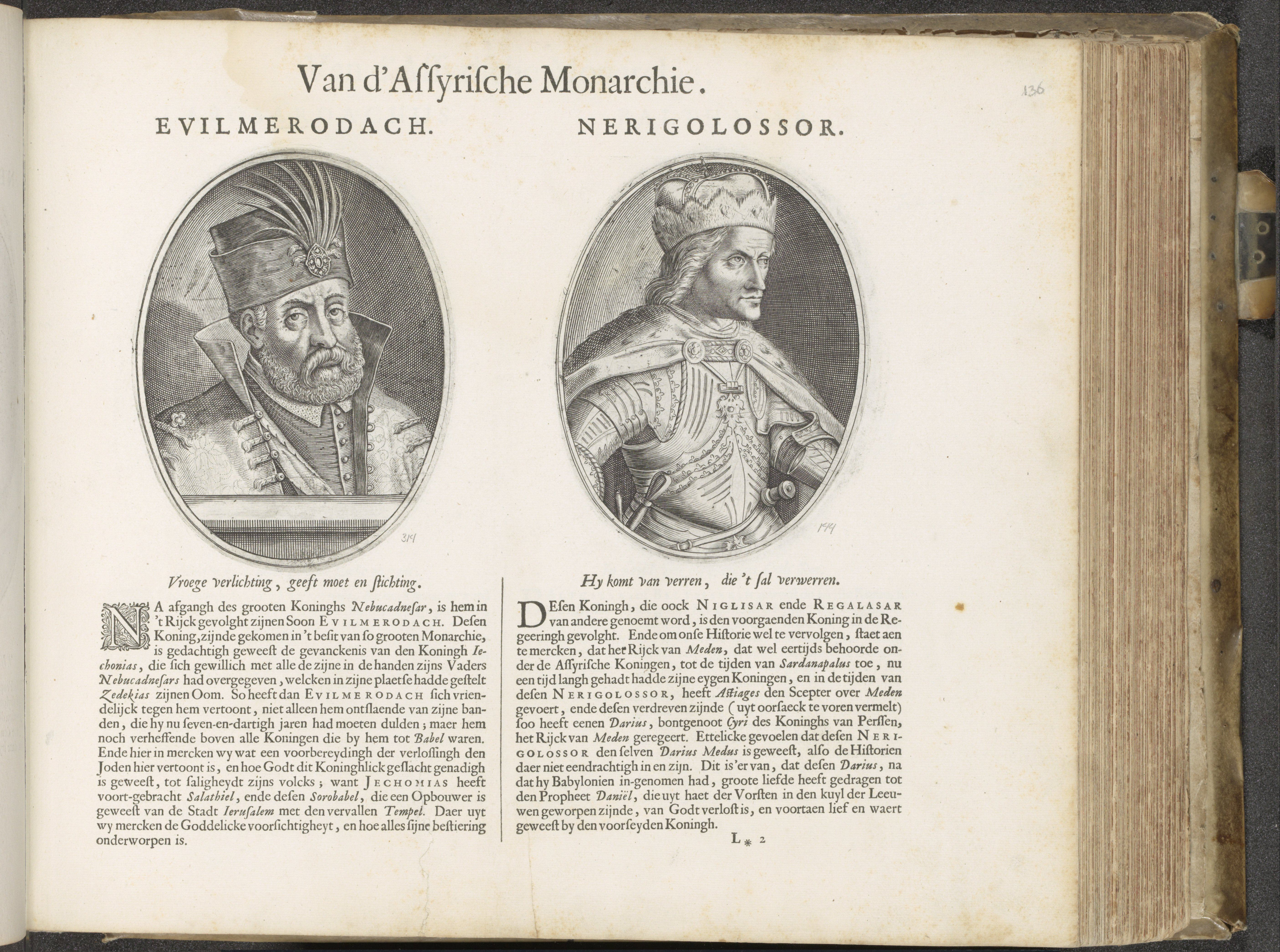
17세기 아멜-마르두크('에빌-므로닥')와 그의 후계자 네리그리사르('네리고로소스')의 초상화

아멜-마르두크의 통치 기간 동안 현존하는 쐐기 문자 자료는 매우 적으며, 따라서 그의 업적에 대해서는 거의 알려진 바가 없다. 네부카드네자르의 정당한 후계자임에도 불구하고, 아멜-마르두크는 왕으로서의 짧은 재임 기간과 후대 자료에서의 부정적인 묘사로 미루어 볼 때, 통치 초기부터 반대에 부딪혔던 것으로 보인다. 후기 헬레니즘 문명 시대의 바빌론 작가이자 천문학자인 베로수스는 아멜-마르두크가 "변덕스럽게 통치하고 법률을 경시했다"고 기록했으며, 쐐기 문자 선전 문헌은 그가 가족을 소홀히 했고, 관리들이 그의 명령을 따르기를 거부했으며, 그가 오로지 마르두크 숭배에만 몰두했다고 기록하고 있다. 아멜-마르두크에 대한 반대가 그의 아버지에 대한 이전 음모 시도 때문인지, 왕실 내 다른 파벌 간의 긴장 때문인지(그가 장남이 아니었음을 고려할 때), 아니면 왕으로서의 잘못된 관리 때문인지는 확실하지 않다. 아멜-마르두크의 직계 가족, 즉 그의 아내와 잠재적인 자녀에 대해서는 거의 알려져 있지 않다. 아멜-마르두크의 아들은 알려져 있지 않지만, 적어도 인두라는 딸이 한 명 있었다. 예라흐미엘 연대기는 아멜-마르두크에게 레고사르, 레부저 두크, 나브하르라는 세 아들이 있었다고 기술하고 있지만, 저자가 아멜-마르두크의 후계자들을 그의 아들들로 혼동한 것으로 보인다(각각 네리그리사르, 라바시-마르두크, 나보니두스).
그의 비문 중 하나는 그가 바빌론의 에사길라와 보르시파의 에지다를 개조했음을 시사한다. 이들 신전에서 실제로 작업이 이루어졌음을 확인하는 구체적인 고고학적 또는 문헌적 증거는 없다. 바빌론에 있는 일부 벽돌과 포장석에는 그의 이름이 새겨져 있는데, 이는 그의 짧은 재임 기간 동안 바빌론에서 일부 건축 작업이 완료되었음을 나타낸다.
성경에 따르면 아멜-마르두크는 유다의 왕 여호야긴을 바빌론 감옥에서 37년간의 투옥 끝에 해방시켰는데, 이는 아멜-마르두크에게 귀속된 유일한 구체적인 정치적 행위이다. 이러한 관대한 행위는 즉위식에서 흔히 볼 수 있으며, 이 경우에는 바빌론의 새해 축제와 관련되었을 수도 있지만, 여호야긴이 풀려난 구체적인 이유는 알려져 있지 않다. 제안된 이유로는 바빌로니아에 포로로 잡혀온 유대인들의 호감을 얻기 위함이거나, 아멜-마르두크와 여호야긴이 감옥에 있는 동안 친구가 되었을 수도 있다는 것이다. 후대 유대인 전통은 여호야긴의 석방이 유다 왕국을 멸망시킨 네부카드네자르의 정책에 대한 의도적인 역전이라고 보았다. 그러나 아멜-마르두크가 유다를 재건하려 했다는 어떤 징후도 없다. 그럼에도 불구하고, 아멜-마르두크가 티레의 잡힌 왕 바알레셀을 석방하고 그의 왕좌를 돌려주었기 때문에, 아멜-마르두크와 동시대에 살았던 유대인들은 여호야긴의 석방이 유다 재건의 첫 단계이기를 희망했을 가능성이 높다. 여호야긴의 석방은 열왕기하 25:27–30과 예라흐미엘 연대기에 기록되어 있으며, 두 자료 모두 아멜-마르두크를 에윌-므로닥으로 언급하고 있다. 예라흐미엘 연대기는 여호야긴의 석방을 다음과 같이 서술한다.
유다 왕 여호야긴이 사로잡혀 간 지 서른일곱 해 곧 바빌론 왕 에윌-므로닥이 즉위한 첫 해 열두째 달 스물다섯째 날에 그가 여호야긴을 옥에서 내놓아 그의 머리를 들게 하고. 그에게 친절히 말하고 바빌론에 자기와 함께 있는 다른 왕들의 자리보다 더 높은 자리를 주었다.

## 폐위와 사망

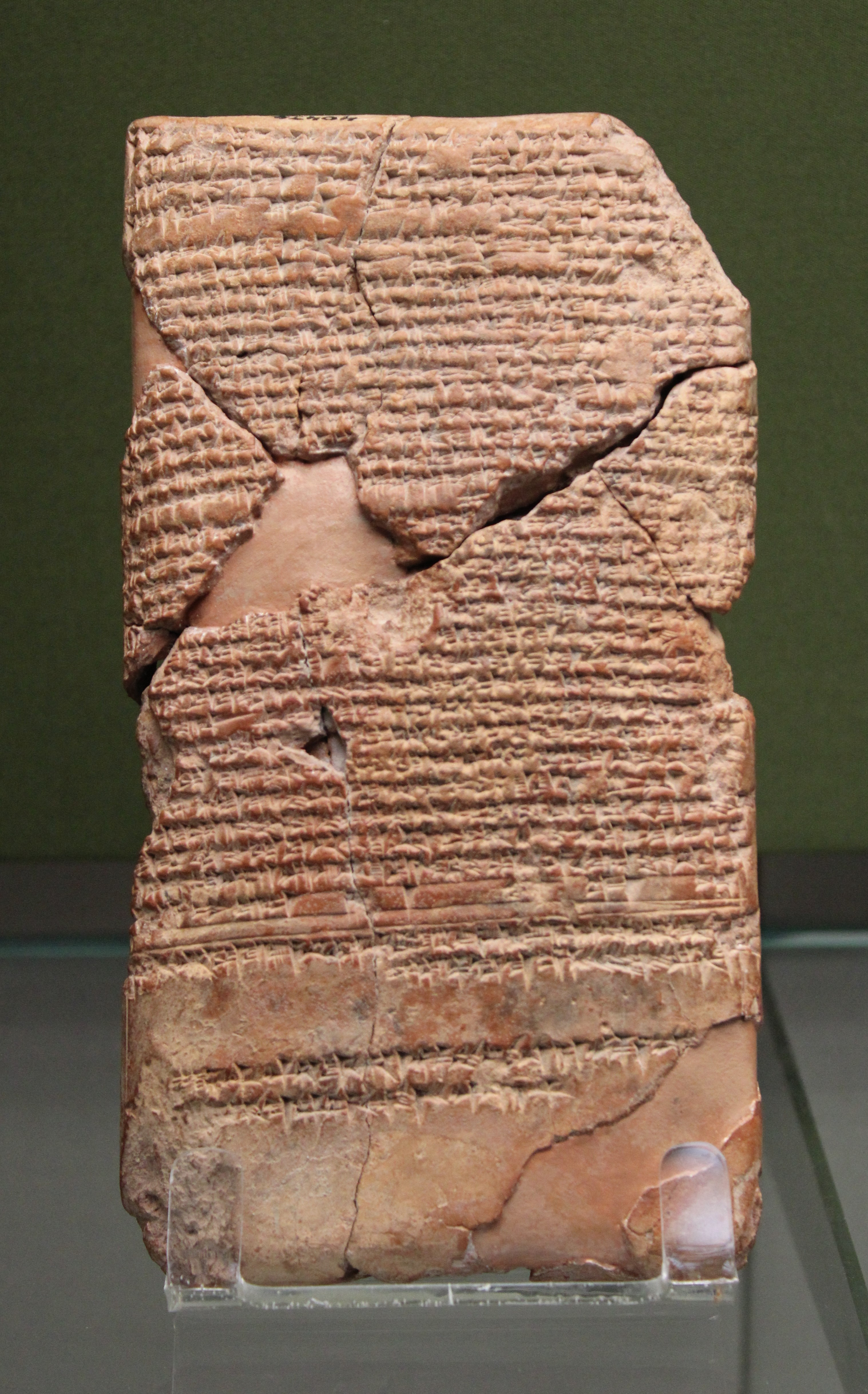
투옥된 왕자 나부-슘-우킨(아마도 아멜-마르두크)의 탄원을 기록한 점토판

아멜-마르두크의 통치는 기원전 560년 8월에 갑작스럽게 끝났다. 왕이 된 지 불과 2년 만에, 그의 매부인 네리그리사르에게 폐위되고 살해당했으며, 네리그리사르는 이후 왕위를 주장했다. 아멜-마르두크 통치 시기의 마지막 문서는 기원전 560년 8월 7일 바빌론에서 작성된 계약서이다. 4일 후, 네리그리사르 통치 시기로 날짜가 기재된 문서들이 바빌론과 우루크에서 발견되었다. 수도에서 그에게 귀속된 경제 활동이 증가한 것으로 미루어 볼 때, 네리그리사르는 찬탈 당시 바빌론에 있었다. 아멜-마르두크와 네리그리사르 간의 갈등은 다른 형태의 경쟁보다는 가족 내부의 불화 때문이었을 가능성이 높다. 네리그리사르는 네부카드네자르의 딸 중 한 명인 카샤야와 결혼했다. 카샤야는 아멜-마르두크와 다른 아들들보다 네부카드네자르 통치 초기(네부카드네자르 5년차, 기원전 600/599년)에 훨씬 일찍 기록되어 있으며, 그녀가 그들보다 나이가 많았을 가능성이 있다. 비록 카샤야에 대한 가장 초기의 언급과 아들들에 대한 언급 사이의 간격이 우연의 일치일 수도 있지만, 이는 또한 많은 아들들이 두 번째 결혼의 소생임을 나타내는 것으로 해석될 수도 있다. 따라서 네리그리사르의 찬탈은 네부카드네자르의 딸들, 특히 카샤야가 대표하는 더 오래되고 부유하며 영향력 있는 왕실 분파와, 덜 확고하고 어리지만 더 정당한 네부카드네자르의 아들들이 대표하는 분파 간의 내분으로 인한 것이었을 가능성이 있다.

## 칭호
바빌론 다리 기둥에서 발견된 그의 비문 중 하나에 따르면, 아멜-마르두크의 칭호는 다음과 같다: "아멜-마르두크, 바빌론의 왕, 에사길라와 에지다를 개축한 자, 바빌론 왕 네부카드네자르의 아들."
아멜-마르두크의 비문이 거의 알려져 있지 않기 때문에, 그의 칭호에 대한 더 정교한 형태는 알려져 있지 않다. 그는 다른 신바빌로니아 왕들이 사용했던 '수메르와 아카드의 왕'이라는 칭호도 사용했을 수 있다.

## 같이 보기
- 성경 외 자료에서 확인된 성경 인물 목록

### 참고 문헌
- Abraham, Kathleen (2012). 〈A Unique Bilingual and Biliteral Artifact from the Time of Nebuchadnezzar II in the Moussaieff Private Collection〉.   Lubetski, Meir; Lubetski, Edith. 《New Inscriptions and Seals Relating to the Biblical World》. Society of Biblical Literature. ISBN 978-1589835566.
- Albertz, Rainer (2018). 〈The Exilic Period as an Urgent Case for a Historical Reconstruction without the Biblical Text: the Neo-Babylonian Royal Inscriptions as a 'Primary Source'〉.   Grabbe, Lester L. 《Even God Cannot Change the Past: Reflections on Seventeen Years of the European Seminar in Historical Methodology》. Bloomsbury Publishing. ISBN 978-0567680563.
- Ayali-Darshan, Noga (2012). 《A Redundancy in Nebuchadnezzar 15 and Its Literary Historical Significance》. 《JANES》 32. 21–29쪽.
- Beaulieu, Paul-Alain (1998). 《Ba'u-asītu and Kaššaya, Daughters of Nebuchadnezzar II》. 《Orientalia》 67. 173–201쪽. JSTOR 43076387.
- Beaulieu, Paul-Alain (2018). 《A History of Babylon, 2200 BC - AD 75》. Wiley. ISBN 978-1405188999.
- Da Riva, Rocío (2013). 《The Inscriptions of Nabopolassar, Amel-Marduk and Neriglissar》. Walter de Gruyter. ISBN 978-1614515876.
- Lee, Albert Sui Hung (2021). 《Dialogue on Monarchy in the Gideon-Abimelech Narrative: Ideological Reading in Light of Bakhtin's Dialogism》. BRILL. ISBN 978-9004443853.
- Parker, Richard A.; Dubberstein, Waldo H. (1942). 《Babylonian Chronology 626 B.C. – A.D. 45》 (PDF). The University of Chicago Press. OCLC 2600410.
- Popova, Olga (2015). 《The Royal Family and its Territorial Implantation during the Neo-Babylonian Period》. 《KASKAL》 12. 401–410쪽. doi:10.1400/239747.
- Sack, Ronald H. (1978). 《Nergal-šarra-uṣur, King of Babylon as seen in the Cuneiform, Greek, Latin and Hebrew Sources》. 《Zeitschrift für Assyriologie und Vorderasiatische Archäologie》 68. 129–149쪽. doi:10.1515/zava.1978.68.1.129. S2CID 161101482.
- Sack, Ronald H. (2004). 《Images of Nebuchadnezzar: The Emergence of a Legend》 2 Revis a Expa판. Susquehanna University Press. ISBN 1-57591-079-9.
- Weiershäuser, Frauke; Novotny, Jamie (2020). 《The Royal Inscriptions of Amēl-Marduk (561–560 BC), Neriglissar (559–556 BC), and Nabonidus (555–539 BC), Kings of Babylon》 (PDF). Eisenbrauns. ISBN 978-1646021079.
- Weisberg, David B. (1976). 《Review: Amēl-Marduk 562-560 B. C. A Study Based on Cuneiform, Old Testament, Greek, Latin and Rabbinical Sources By Ronald Herbert Sack》. 《Journal of Near Eastern Studies》 35. 67–69쪽. doi:10.1086/372466.
- Wiseman, Donald J. (1983). 《Nebuchadrezzar and Babylon: The Schweich Letters》. Oxford University Press. ISBN 978-0197261002.
- Wiseman, Donald J. (2003) [1991]. 〈Babylonia 605–539 B.C.〉.   Boardman, John; Edwards, I. E. S.; Hammond, N. G. L.; Sollberger, E.; Walker, C. B. F. 《The Cambridge Ancient History: III Part 2: The Assyrian and Babylonian Empires and Other States of the Near East, from the Eighth to the Sixth Centuries B.C.》 2판. Cambridge University Press. ISBN 0-521-22717-8.

| 아멜-마르두크 갈대아 왕조 사망: 560 BC |                          |                   |
| 이전 네부카드네자르 2세                | 바빌론의 왕 562 – 560 BC | 이후 네리그리사르 |